# Yoshinoya

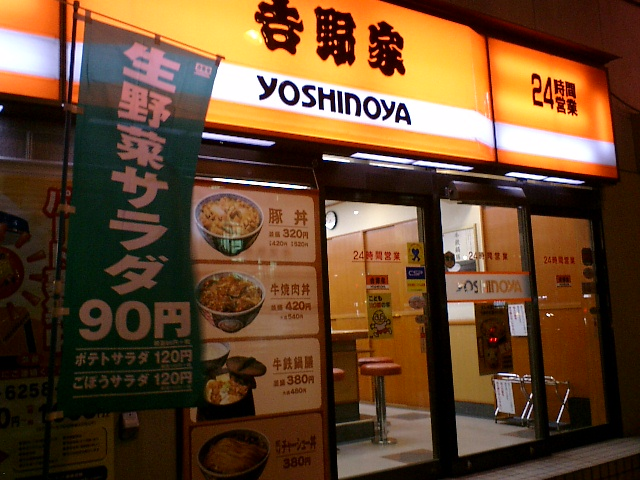
Un restaurant Yoshinoya à Nagahori, Osaka (Japon).

Yoshinoya (吉野家) est une importante chaîne de restauration rapide japonaise. Le plat principal proposé par Yoshinoya est le gyūdon, un bol de riz surmonté de fines lamelles de bœuf et d'oignon qui sont cuits comme un bouillon.